# Шоулс (Індіана)
Шоулс (англ. Shoals) — місто (англ. town) в США, в окрузі Мартін штату Індіана. Населення — 677 осіб (2020).

## Географія
Шоулс розташований за координатами 38°39′57″ пн. ш. 86°47′36″ зх. д. / 38.66583° пн. ш. 86.79333° зх. д. (38.665956, -86.793284).  За даними Бюро перепису населення США в 2010 році місто мало площу 4,88 км², з яких 4,64 км² — суходіл та 0,24 км² — водойми.

## Демографія
Згідно з переписом 2010 року, у місті мешкало 756 осіб у 376 домогосподарствах у складі 189 родин. Густота населення становила 155 осіб/км².  Було 418 помешкань (86/км²).
Расовий склад населення:
| - 97,4 % — білих - 0,3 % — чорних або афроамериканців - 0,3 % — азіатів - 0,1 % — корінних американців |

До двох чи більше рас належало 1,6 %. Частка іспаномовних становила 1,3 % від усіх жителів.
За віковим діапазоном населення розподілялося таким чином: 20,1 % — особи молодші 18 років, 55,3 % — особи у віці 18—64 років, 24,6 % — особи у віці 65 років та старші. Медіана віку мешканця становила 47,1 року. На 100 осіб жіночої статі у місті припадало 96,4 чоловіків;  на 100 жінок у віці від 18 років та старших — 89,3 чоловіків також старших 18 років.
Середній дохід на одне домашнє господарство  становив 33 910 доларів США (медіана — 29 250), а середній дохід на одну сім'ю — 47 021 долар (медіана — 39 957). За межею бідності перебувало 16,4 % осіб, у тому числі 9,4 % дітей у віці до 18 років та 24,2 % осіб у віці 65 років та старших.
Цивільне працевлаштоване населення становило 298 осіб. Основні галузі зайнятості: освіта, охорона здоров'я та соціальна допомога — 34,2 %, роздрібна торгівля — 17,1 %, виробництво — 12,1 %.